# Neuenhaus
Neuenhaus ist eine Stadt und Sitz der Samtgemeinde Neuenhaus im Landkreis Grafschaft Bentheim im Land Niedersachsen und hat rund 10.000 Einwohner. Neuenhaus liegt an der Vechte und Dinkel in der Nähe zur Grenze zu den Niederlanden.

## Geschichte

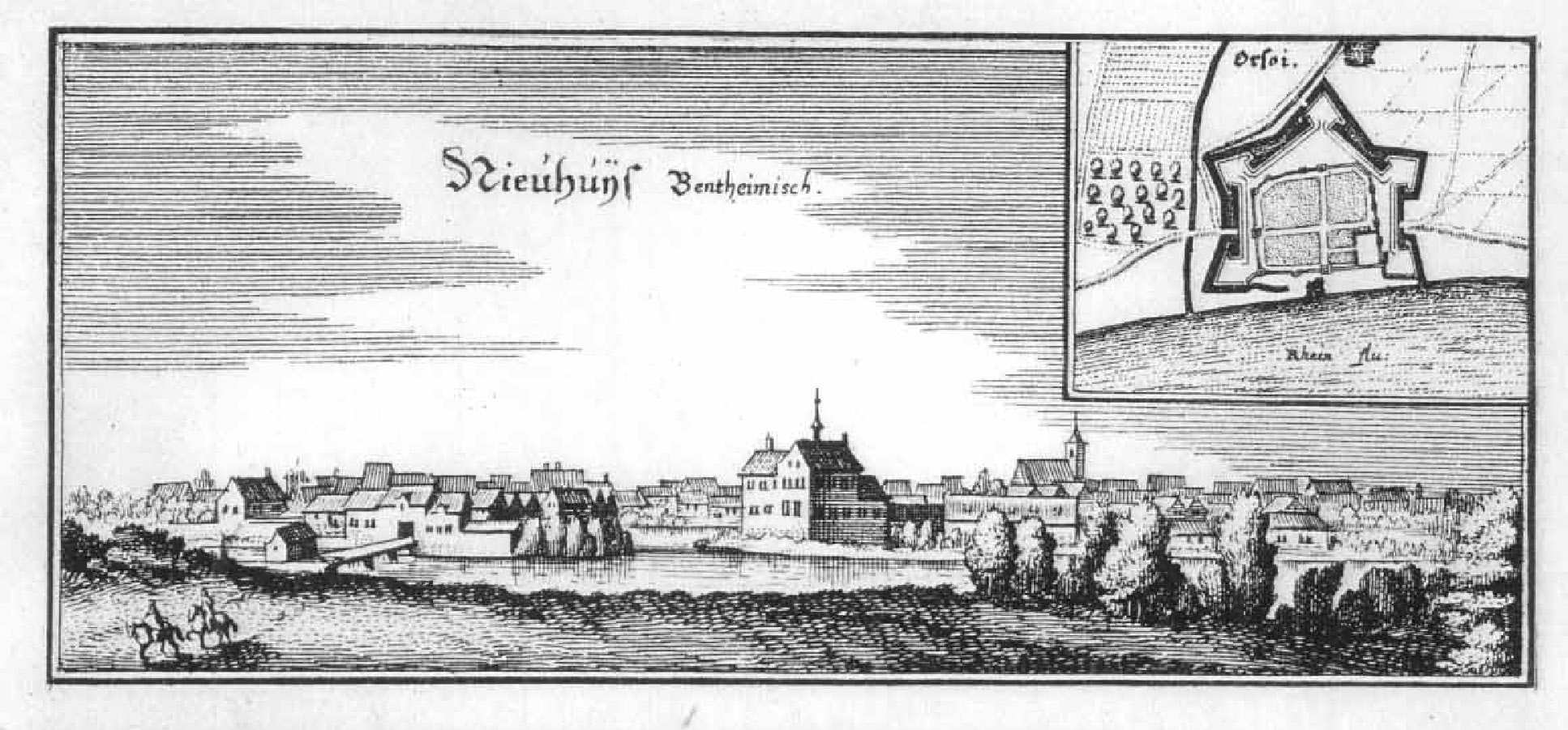
Kupferstich der Stadtansicht Neuenhaus von Matthäus Merian: Topographia Westphaliae 1647.

### Gründung und Name
Neuenhaus ist eine Gründung des Bentheimer Grafen Johannes II. aus dem Jahr 1317, der an der Handelsstraße zwischen Münster und Amsterdam die Burg Dinkelrode zu deren Sicherung errichten ließ. Der Name der Burg bezieht sich auf den Fluss Dinkel, der dort in die Vechte mündet. 1328 wird die Burg – um sie von der nahe gelegenen Burg Bentheim zu unterscheiden – als et nye hus (das Neue Haus) bezeichnet, 1369 als Nyenhuß und 1457 Nyenhueß.
Es liegt ein Kompositum aus dem mittelniederdeutschen Wort nie, nige, nigge für neu und hus für Haus (/-hausen) vor.

### Spätmittelalter und Neuzeit
Im 15. Jahrhundert wurde die schnell wachsende Siedlung, der 1369 Stadtrechte verliehen worden waren, durch Wälle und Stadtgräben befestigt; Zugang erfolgte nur durch die vier Stadttore Ülser, Veldhüser, Diek- und Prinsenpoorte. General Carl von Rabenhaupt ließ im Zweiten Holländischen Krieg 16 Brücken über diese Gräben schlagen und Neuenhaus am 28. März 1674 besetzen.
Die Stadt verfügte ab 1860 über ein Amtsgericht und weitere Behörden, die nach dem Zweiten Weltkrieg schrittweise in die Kreisstadt Nordhorn verlegt wurden. 1953 beschloss der niedersächsische Landtag, dass Nordhorn ein eigenes Amtsgericht erhalten sollte, das 1955 eröffnet wurde. Wegen des dadurch erfolgten Rückgangs der Fälle schloss das Amtsgericht Neuenhaus (ebenso wie das Amtsgericht Bentheim) am 1. Juli 1973. Beide Bezirke wurden dem Amtsgericht Nordhorn zugewiesen.
Durch den Bau von zwei Stauwehren an der Vechte und einem Wehr an der Dinkel wurde verhindert, dass Neuenhaus, wie in früheren Jahren, von Hochwasser überflutet wird. Die Hauptstraße durch die Innenstadt wurde von 2005 bis 2010 schrittweise zurückgebaut und der Bereich vor dem Alten Rathaus wieder in einen Platz umgestaltet, nachdem eine südwestliche Umgehungsstraße gebaut und 2003 freigegeben wurde. Ende 2010 wurde der alte Eingang zum Rathaus wieder geöffnet und beim westlichen Stadtgraben wurde eine Torsituation geschaffen, die der auf der anderen Seite der Stadt an der Brücke über den östlichen Stadtgraben ähnelt.

### Eingemeindungen
Am 1. April 1929 wurde die Gemeinde Teich eingemeindet. Am 1. Juli 1970 wurden die Gemeinden Grasdorf (mit Bischofspool, Thesingfeld und Veldgaar), Hilten (mit Buitenborg) und Veldhausen, das bereits im 10. Jahrhundert bestand, eingegliedert. Dieser Zusammenschluss erfolgte gegen den Willen der Stadt Neuenhaus und wurde vom Niedersächsischen Landtag in Hannover beschlossen.

## Politik

### Stadtrat
Der Neuenhauser Stadtrat setzt sich aus 27 Ratsfrauen und Ratsherren zusammen. Die Ratsmitglieder werden durch eine Kommunalwahl für jeweils fünf Jahre gewählt. Die aktuelle Amtszeit begann am 1. November 2021 und endet am 31. Oktober 2026.
Die letzten Stadtratswahlen ergaben folgende Sitzverteilungen:
| Sitzverteilung 2021 im RatInsgesamt 27 Sitze - SPD: 8 - Grüne: 4 - FDP: 1 - CDU: 13 - AfD: 1 | Partei                                              | 2021    | 2021    | 2016    | 2016    | 2011 | 2011  |
| Sitzverteilung 2021 im RatInsgesamt 27 Sitze - SPD: 8 - Grüne: 4 - FDP: 1 - CDU: 13 - AfD: 1 | Partei                                              | %       | Sitze   | %       | Sitze   | %    | Sitze |
| Sitzverteilung 2021 im RatInsgesamt 27 Sitze - SPD: 8 - Grüne: 4 - FDP: 1 - CDU: 13 - AfD: 1 | Christlich Demokratische Union Deutschlands (CDU)   | 48,5    | 13      | 50,4    | 13      |      | 13    |
| Sitzverteilung 2021 im RatInsgesamt 27 Sitze - SPD: 8 - Grüne: 4 - FDP: 1 - CDU: 13 - AfD: 1 | Sozialdemokratische Partei Deutschlands (SPD)       | 31,3    | 8       | 38,0    | 9       |      | 9     |
| Sitzverteilung 2021 im RatInsgesamt 27 Sitze - SPD: 8 - Grüne: 4 - FDP: 1 - CDU: 13 - AfD: 1 | Bündnis 90/Die Grünen (Grüne)                       | 13,3    | 4       | 7,4     | 2       |      | 3     |
| Sitzverteilung 2021 im RatInsgesamt 27 Sitze - SPD: 8 - Grüne: 4 - FDP: 1 - CDU: 13 - AfD: 1 | Freie Demokratische Partei (FDP)                    | 4,4     | 1       | 2,0     | 0       |      | −     |
| Sitzverteilung 2021 im RatInsgesamt 27 Sitze - SPD: 8 - Grüne: 4 - FDP: 1 - CDU: 13 - AfD: 1 | Alternative für Deutschland (AfD)                   | 2,5     | 1       | −       | −       |      | −     |
| Sitzverteilung 2021 im RatInsgesamt 27 Sitze - SPD: 8 - Grüne: 4 - FDP: 1 - CDU: 13 - AfD: 1 | Die Linke (Linke)                                   | -       | -       | 2,4     | 1       |      | −     |
| Sitzverteilung 2021 im RatInsgesamt 27 Sitze - SPD: 8 - Grüne: 4 - FDP: 1 - CDU: 13 - AfD: 1 | Gesamt (unter Vernachlässigung von Rundungsfehlern) | 100     | 27      | 100     | 25      |      | 25    |
| Sitzverteilung 2021 im RatInsgesamt 27 Sitze - SPD: 8 - Grüne: 4 - FDP: 1 - CDU: 13 - AfD: 1 | Wahlbeteiligung:                                    | 53,72 % | 53,72 % | 53,82 % | 53,82 % |      |       |

### Wappen
| Wappen der Stadt Neuenhaus | Blasonierung: „Von Rot und Gold (Gelb) schräglinks im Wellenschnitt geteilt, oben ein silbernes (weißes) Zelt mit aufrecht stehender schwarzer Dreiecksöffnung, besteckt mit einer fünfblättrigen goldenen (gelben) Krone, links begleitet von vier balkenweise goldenen (gelben) Kugeln; unten ein breites rotes, schwarzbedachtes Haus mit Stufengiebeln und Türmchen“ |
| Wappen der Stadt Neuenhaus | Wappenbegründung: Das Wappen wurde vom Heraldiker Waldemar Mallek entworfen und am 31. Oktober 1972 von der Bezirksregierung Osnabrück genehmigt. Das Kriegszelt mit der Krone entstammt dem Gemeindesiegel von Veldhausen. Es stellt das Kriegszelt des Generals Rabenhaupt – Baron tho Sucha – eines niederländischen Edelmannes dar. Die vier goldenen Kugeln – „Bentheimer Pfennige“ – entstammen dem Wappen des Fürsten zu Bentheim. Das Haus steht redend für Neuenhaus: Die Bezeichnung „Neues Haus“ für das um 1317 erbaute Schloss durch Graf Johann II. zu Bentheim (1305–1332) wurde auf den Ort übertragen. Das Zinnengiebelhaus kommt bereits in einem Siegel um 1400 vor. |

### Flagge
Hissflagge: „Die Flagge ist geteilt von Gelb und Rot mit dem Wappen in der Mitte.“

### Partnergemeinden
- Boussy-Saint-Antoine in Frankreich, seit 1990
- Zelów in Polen, seit 1993
- Gyermely in Ungarn, seit November 2010

## Kultur und Sehenswürdigkeiten

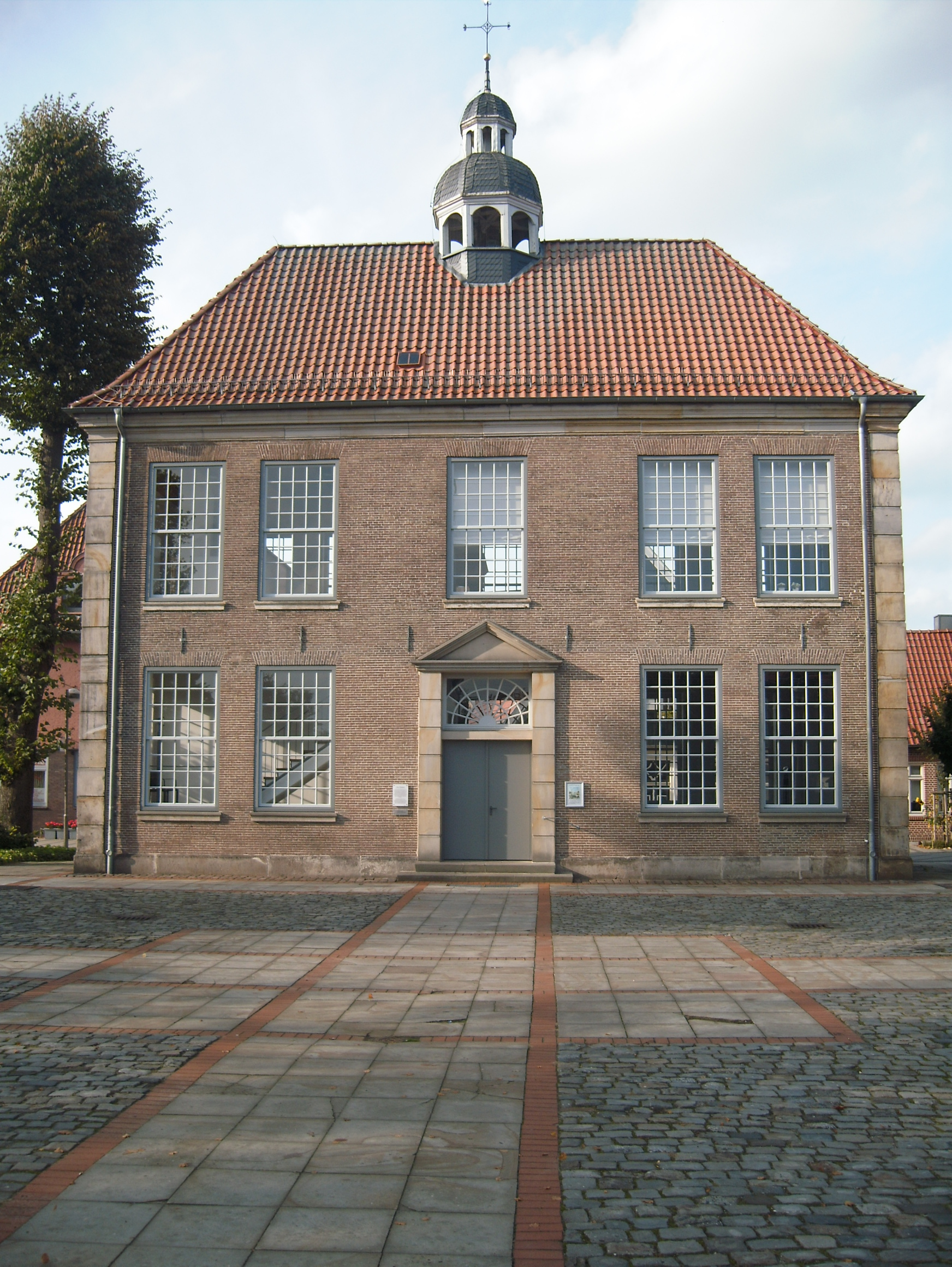
Das Alte Rathaus der Stadt Neuenhaus an der Hauptstraße

- Sternwarte und Planetarium Neuenhaus
- Der jüdische Friedhof Hilten am Wittenkamp ist der größte erhaltene jüdische Friedhof in der Grafschaft Bentheim. Er entstand spätestens um 1685, als erste jüdische Familien in Neuenhaus nachgewiesen sind. Es sind 57 Grabsteine erhalten. Dort ist auch der Veldhauser Dichter Carl van der Linde begraben, dem der Grafschafter Heimatverein 1971 einen Gedenkstein widmete.[9]
- Das Alte Rathaus wurde 1793 erbaut und steht im Stadtkern an der Hauptstraße. Auf dem Dach befindet sich ein kleines Türmchen. In ihm hängt das Geburtenglöcklein aus dem Jahre 1639.[10] Bei der Geburt eines neuen Einwohners kann die Glocke geschlagen werden. Während früher hier Stadtrat und Bürgermeister ihre Entscheidungen trafen, steht das Rathaus heute als Raum für Ausstellungen oder kleine Konzerte zur Verfügung. Im ehemaligen Ratssaal finden regelmäßig Trauungen statt.

## Religionen

### Evangelisch-reformierte Kirche

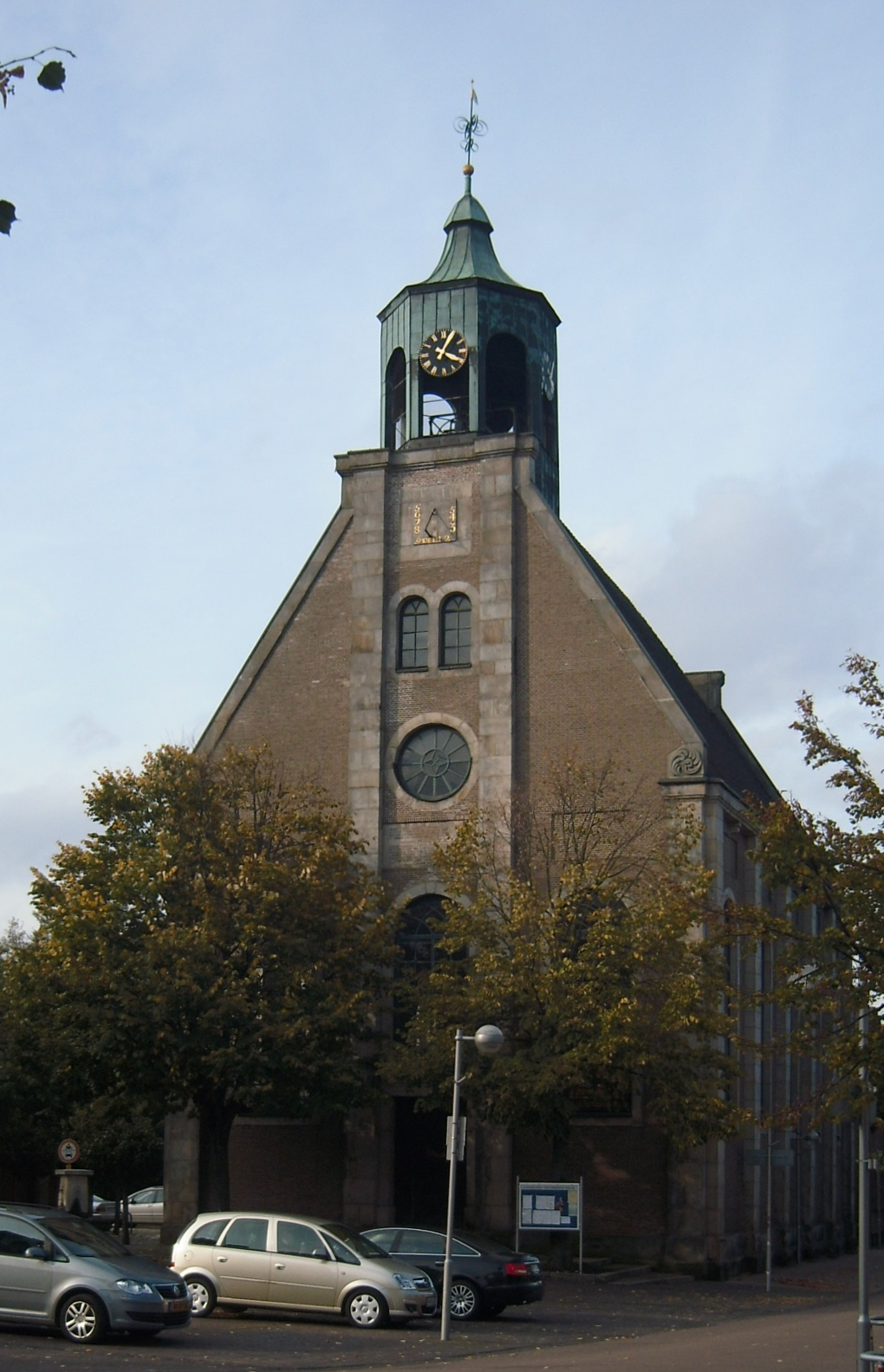
Evangelisch-reformierte Kirche in Neuenhaus

Der größte Teil der Bevölkerung gehört der evangelisch-reformierten Kirchengemeinde an. Generell ist diese Kirche stark in der Grafschaft Bentheim und Ostfriesland vertreten. Die im Jahre 1684 erbaute Kirche steht in der Stadtmitte. Das neue Gemeindehaus „Die Brücke“, das direkt neben der Kirche steht, wurde im Sommer 2014 eingeweiht. Der bisherige Bau in der Klinkhamerstraße wurde 2012 abgerissen, um Platz für Altenwohnungen zu schaffen. Es entsprach nicht mehr den Anforderungen an einen modernen Gemeinschaftsbau.

### Römisch-katholische Kirche
Die zweite große Gemeinde ist die römisch-katholische Kirchengemeinde. Die Kirche Mariä Himmelfahrt befindet sich an der Hauptstraße, nebenan ist das Gemeindehaus. Von der Gemeinde werden auch die Kapellenkirchen in Uelsen und Veldhausen betreut. Die katholische Gemeinde betreibt das Pflegeheim St. Vincenz am Dackhorstweg.

### Evangelisch-lutherische Kirche

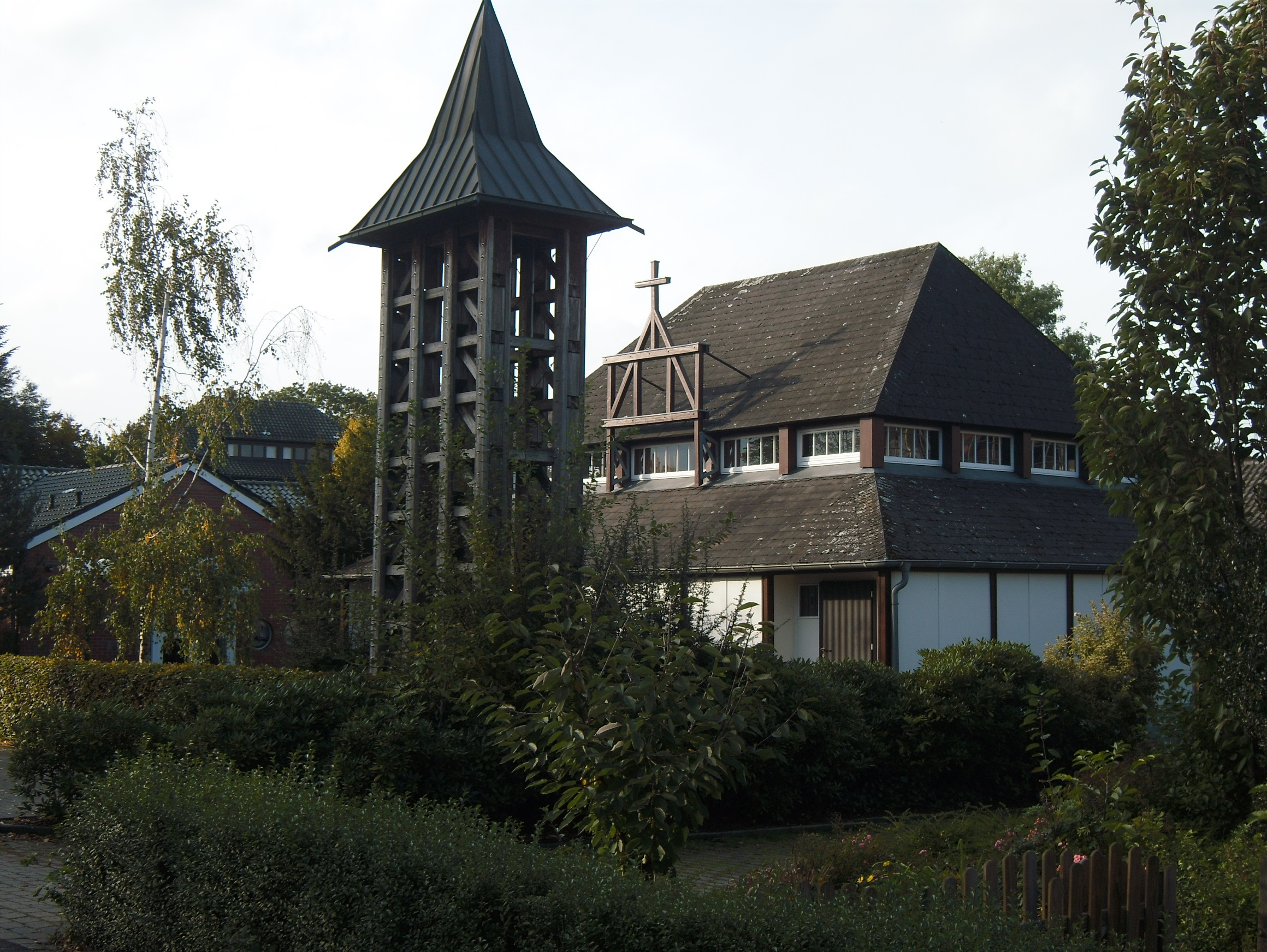
Evangelisch-lutherische Kirche in Neuenhaus

Drittgrößte Gemeinde ist die evangelisch-lutherische St.-Johannes-Gemeinde. Vor dem Zweiten Weltkrieg spielte sie nur eine untergeordnete Rolle. Erst nach dem Zuzug von Flüchtlingen aus den Ostgebieten wurde diese Gemeinde größer. 1950 entstand nach den Plänen von Otto Bartning ein so genanntes Gemeindezentrum (Notkirche Typ D) in Holzbauweise. Diese wurde vom lutherischen Weltbund gespendet. Da der ursprüngliche Glockenstuhl an dem Gebäude nicht mehr stabil genug war, wurde separat ein neuer hölzerner Glockenturm gebaut.
Von der Gemeinde wird die Johannes-Kindertagesstätte an der Prinzenstraße betrieben.

### Neuapostolische Kirche
Bis 2011 gab es eine neuapostolische Kirchengemeinde mit einer Kirche am Kohdiek. Aufgrund schwindender Mitgliederzahlen wurde die Gemeinde aufgelöst, das Kirchengebäude verkauft und die Mitglieder in die Gemeinde Nordhorn integriert.

### Judentum
Bis zu den Novemberpogrome von 1938 stand in der Klinkhamerstraße eine kleine Synagoge. Im Zuge des Pogroms wurde sie zerstört. Die Gemeinde umfasste damals rund 25 Gläubige aus Neuenhaus, weitere kamen aus den umliegenden Dörfern. Bis heute hat sich keine neue Gemeinde etabliert.

### Friedhöfe
In Neuenhaus gibt es drei Friedhöfe. Der Hauptfriedhof liegt an der Ringgasse. Hier werden Tote aller Konfessionen bestattet. Angeschlossen ist die Leichenhalle mit kleiner Kapelle. An der Nordhorner Straße befindet sich der katholische Friedhof. Da dieser nicht erweitert werden kann, finden hier nur noch vereinzelt Begräbnisse statt. Der dritte Friedhof ist der jüdische Friedhof am Wittenkamp.

## Verkehr

### Straßenverkehr
Neuenhaus liegt an der Bundesstraße 403 von Ochtrup zum Grenzübergang Laar/Coevorden (N382 in den Niederlanden). Bis zu den Anschlussstellen Wietmarschen und Lingen der Bundesautobahn 31 sind es je 20 Kilometer, bis zur Anschlussstelle Nordhorn/Bad Bentheim der Bundesautobahn 30 25 Kilometer.

### Busverkehr
Es fahren im Stundentakt Regionalbusse der Verkehrsgemeinschaft Grafschaft Bentheim (VGB) nach Nordhorn, über Uelsen nach Emlichheim sowie über Veldhausen und Esche nach Hoogstede und umgekehrt. Auch existiert ein stündliches Rufbusangebot der VGB, das Neuenhaus mit Osterwald, Georgsdorf, Bimolten und Hohenkörben sowie mit Grasdorf, Lage und Halle verbindet. Von Frühjahr bis Herbst führen zu bestimmten Zeiten Busse auf der Strecke Emlichheim – Neuenhaus Fahrradanhänger mit (Fietsenbus).

### Schienenverkehr
Der Schienenverkehr wird von der Bentheimer Eisenbahn durchgeführt. Zwischen 1974 und 2019 wurde die Strecke ausschließlich für den Güterverkehr genutzt. Seit dem 7. Juli 2019 fährt die Regionalbahn 56 von Bad Bentheim über Nordhorn nach Neuenhaus mit den folgenden Stationen: Bad Bentheim, Quendorf, Nordhorn-Blanke, Nordhorn, Neuenhaus Süd und Neuenhaus. In den nächsten Jahren ist eine Weiterführung bis nach Coevorden (NL) über Emlichheim geplant. In Bad Bentheim halten Züge der Deutschen Bahn. Im Fernverkehr fahren Intercitys der Linie 77 (Amsterdam–Berlin). Außerdem bedient die Eurobahn den Regionalverkehr von Hengelo in den Niederlanden über Bad Bentheim, Schüttorf, Rheine, Osnabrück und Herford nach Bielefeld. Für Nord-Süd-Verbindungen lässt sich der Bahnhof Lingen (Ems) nutzen.
Der in Neuenhaus ansässige Grafschafter Modelleisenbahnclub (GrafMEC) bietet seit über 30 Jahren Nikolausfahrten an. Dem Verein stehen hierfür historische Personenwagen im Maßstab 1:1 zur Verfügung, die von einer Lok der Bentheimer Eisenbahn gezogen werden. Darüber hinaus gibt es zu weiteren Anlässen Sonderfahrten.

### Flugverkehr
Der nächstgelegene internationale Verkehrsflughafen ist der Flughafen Münster/Osnabrück. Weitere Flughäfen (in unter zwei Autostunden erreichbar) sind in Düsseldorf, Bremen und Amsterdam-Schiphol. Der Verkehrslandeplatz Nordhorn-Lingen (Flugzeuge bis 5,7 t) befindet sich im 17 km entfernten Klausheide.

## Gesundheitswesen

### Krankenhaus
Das nächstgelegene Krankenhaus ist das Euregio-Klinikum im zehn Kilometer entfernten Nordhorn. Es handelt sich um ein Schwerpunktkrankenhaus.

### Pflegeeinrichtungen
- St.-Vincenz-Pflegheim (Trägerschaft: katholische Kirchengemeinde Neuenhaus)

Aus dem ehemaligen katholischen Krankenhaus am Dackhorstweg entstand eine Einrichtung für stationäre Pflege.
- Haus Hilten (Trägerschaft: Soziale Dienste Nordhorn)

Auch dieses Pflegeheim hat seine Wurzeln in einem ehemaligen Krankenhaus, dem evangelischen Krankenhaus an der Hardinger Straße. Der Altbau wurde 2007 abgerissen. An seine Stelle kam ein modernes und zeitgemäßes Gebäude für stationäre Pflege.
- Haus am Bürgerpark

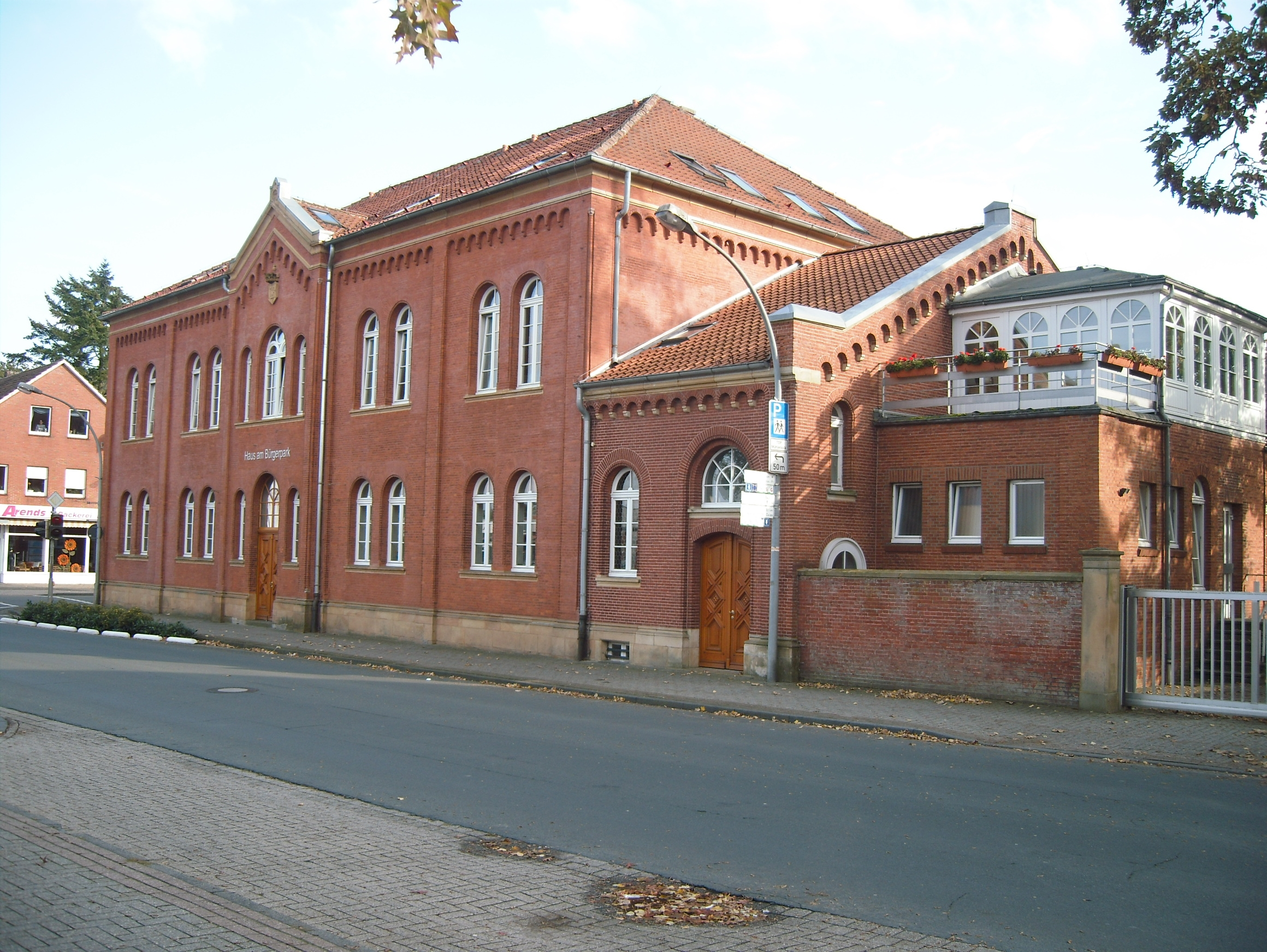
Pflegeeinrichtung Haus am Bürgerpark im 1973 geschlossenen Amtsgericht Neuenhaus

Die jüngste Einrichtung in der Stadt zog ebenfalls in ein geschichtsträchtiges Gebäude: In das 1973 geschlossene Amtsgericht. Ein Investor schuf 2007 die Bedingungen für die stationäre Pflege. 2012 wurde das neben dem Amtsgericht gelegene ehemalige Landrätliche Hilfsamt ebenfalls als Einrichtung für die Tagespflege umgebaut.

### Ärzte und Apotheken
In Neuenhaus gibt es eine Reihe von Ärzte und Apotheken.

## Bildung

### Kindertagesstätten
Drei Einrichtungen bieten die Kinderbetreuung an:
- Johannes Kindertagesstätte (Trägerschaft: Lutherische St.-Johannes-Gemeinde Neuenhaus), drei Vormittagsgruppen (eine integrativ), zwei Nachmittagsgruppen und eine Krippengruppe,
- Dinkel-Chamäleon (Trägerschaft: Lebenshilfe Nordhorn), integrativer Kindergarten, zwei Vormittagsgruppen, zwei Krippengruppen
- Bullerbü (Trägerschaft: DRK-Kreisverband Grafschaft Bentheim), drei Regelgruppen und zwei Krippengruppen

### Grundschule
Seit 1972 gibt es die Grundschule am heutigen Standort am Borsthorst. Vorher gab es die evangelische und katholische Volksschule. Elternvertreter beider Schulen beschlossen eine gemeinsame konfessionslose Grundschule einzurichten.
2012 wurden 259 Schüler in 13 Klassen unterrichtet.

### Wilhelm-Staehle-Schule
Die Haupt- und Realschule befinden sich unter einem Dach. Benannt ist sie seit dem 1. Juni 2012 nach dem in Neuenhaus geborenen Widerstandskämpfer gegen den Nationalsozialismus Oberst Wilhelm Staehle. Die 2011 eröffnete Schulmensa wird als kommunaler Eigenbetrieb geführt.
2012 wurden 698 Schüler in 30 Klassen unterrichtet.

### Lise-Meitner-Gymnasium
Das nach der Physikerin Lise Meitner benannte Gymnasium bietet sowohl die Sekundarstufe I als auch die Sekundarstufe II an. In Uelsen befindet sich eine Zweigstelle des Gymnasiums, das nur die Sekundarstufe I bietet. 2012 wurden in der Sekundarstufe I 428 Schüler in 17 Klassen und in der Sekundarstufe II 206 Schüler in 15 Klassen unterrichtet.

### Ehemalige Schulformen
- Am 31. Mai 1972 wurde vom Regierungspräsidenten in Osnabrück die Vorschule als Schulversuch genehmigt. 30 Jahre lang wurden hier Kinder auf die Schule vorbereitet, bis im Jahre 2002 die Schulform eingestellt wurde. Als Gebäude stand die ehemalige katholische Volksschule zur Verfügung. Heute werden hier die zehnten Realschulklassen unterrichtet.[17]
- Zum 1. August 1969 wurde die Sonderschule für Lernbehinderte in Neuenhaus gegründet. Sie war in den Räumen der ehemaligen evangelischen Volksschule untergebracht. Aufgrund sinkender Schülerzahlen entschied man sich 2010, die Burgschule Neuenhaus mit der Förderschule Emlichheim zu vereinen. Da in Emlichheim weniger bauliche Maßnahmen zur Weiterführung notwendig waren, wurde dieser Standort in einer Kreistagssitzung ausgewählt.[18] Das Gebäude der ehemaligen Volksschule wurde im Frühjahr 2015 komplett abgerissen.
- Ein weiterer Schulversuch startete am 1. August 1971. Die selbstständigen Schulen Hauptschule, Realschule und Gymnasium Neuenhaus schlossen sich zur Kooperativen Gesamtschule (KGS) Neuenhaus zusammen. Sie galten danach als Schulzweige. Bundesweit war dies einmalig. In der 5. und 6. Klasse besuchten die Schüler eine Kooperative Eingangs- und Förderstufe (später Orientierungsstufe), die in einer Empfehlung zu einem weiterführenden Schulzweig endete. In den Klassen 7–10 gab es schulzweigübergreifende Lehrfächer wie Musik, Werken, Kunst, Sport oder Hauswirtschaft. Arbeitsgemeinschaften oder Schulveranstaltungen fanden gemeinsam statt. Nach 36 Jahren endete der Versuch 2007.[19]

## Wirtschaft und Tourismus
Zu den größten in der Stadt Neuenhaus ansässigen Unternehmen zählen die Dietrich Borggreve Zwieback & Keksfabrik, die Neuenhauser Unternehmensgruppe (Maschinenbau und anderes), Wink Stanzwerkzeuge (zu deren Gesellschaftern Mitglieder der Familie Oetker gehören), Graphische Betriebe Kip (Etiketten, Kartonverpackungen) und das Bauunternehmen Anton Meyer.
Neuenhaus liegt an unterschiedlichen, ausgeschilderten Strecken innerhalb des Fahrradwegenetzes des Landkreises, die u. a. an der Kunstwegen-Skulpturenroute entlangführen.

## Veranstaltungen
- Sportfest im Dinkelstadion
- Schützenfest
- Stadtfest
- Weihnachtsmarkt am Alten Rathaus
- Wachtumzug am Silvesterabend
- SKA Sozio Kulturelles Zentrum Neuenhaus

## Vereine

### Sportvereine
Größter Verein am Ort ist der Turn- und Sportverein (TuS) Neuenhaus. Er bietet eine breite Palette von Sportarten an, zum Beispiel Badminton, Schwimmen, Tischtennis und Wandern. In der Handballabteilung gibt es eine Spielgemeinschaft mit dem Nachbarverein Olympia Uelsen (SG Neuenhaus/Uelsen). Fußball im Ligabetrieb wird vom 1908 gegründeten SV Borussia Neuenhaus angeboten. Mit Eigenleistungen wurde 2002/2003 ein Vereinsheim mit Umkleidekabinen auf dem Gelände des Dinkelstadions erbaut.
Fußballmannschaften für Freizeitligen stellen die Sturmvögel Hilten und der Spiel- und Sportclub (SSC) Grasdorf. Der SSC bietet darüber hinaus zum Beispiel auch Völkerball oder Gymnastik an. Beide Vereine haben Spielstätten mit Vereinsheim. Tennis bietet der Tennisclub (TC) Rot-Weiß Neuenhaus. An der Papestraße verfügt man über eine Tennishalle, mehrere Außenplätze und ein Vereinsheim.

### Sonstige Vereine
- Heimatfreunde Neuenhaus e. V. (Brauchtumspflege)
- Kulturpassinitiative Neuenhaus e. V. (kulturelle Veranstaltungen)
- Kunstverein Grafschaft Bentheim e. V. (Kunst und Kultur)
- Werbegemeinschaft Neuenhaus e. V. (Wirtschaftsförderung)
- Schützenverein Neuenhaus e. V.
- Angelsportverein Neuenhaus e. V.
- Amnesty International – Ortsgruppe Neuenhaus
- Verkehrs- und Verschönerungsverein (VVV) Neuenhaus e. V.
- Deutsches Rotes Kreuz – Ortsverein Neuenhaus
- Unabhängiger Jugendtreff Neuenhaus e. V.

## Söhne und Töchter
- Arnold II. (IV.) von Bentheim-Tecklenburg (1554–1606), Graf von Bentheim, Steinfurt, Tecklenburg und Limburg
- Arnold Brill (1881–1967), Torfwerkbesitzer und Widerstandskämpfer
- Johann Ortwin Westenberg (1667–1737 in Leiden), deutscher Rechtswissenschaftler
- Geesjen Pamans (1727–1821), pietistische Autorin
- Heinrich Bening (1801–1895), Landrat, Volkswirt, Mitglied des Preußischen Abgeordnetenhauses
- Friedrich Anton Wilhelm Miquel (1811–1871), deutsch-niederländischer Botaniker
- Franz Wilhelm Miquel (1818–1855), Gymnasiallehrer, Redakteur und Schriftsteller
- Johann Anton Köhler (1819–1900), Bürgermeister, Mitglied des Preußischen Abgeordnetenhauses
- Johannes von Miquel (1828–1901), preußischer Finanzminister, später Oberbürgermeister von Osnabrück und Frankfurt am Main, gilt als „Urvater aller Steuerreformer“ und Initiator der Preußischen Central-Genossenschaftskasse (Preußenkasse), des ältesten Vorläufers der DZ Bank
- Carl van der Linde (1861–1930), niederdeutscher Dichter
- Reinhard P. W. Smidt (1874–1954), evangelisch-reformierter Pastor und theologischer Autor in Neuenhaus
- Wilhelm Staehle (1877–1945), Widerstandskämpfer und Teilnehmer des Umsturzversuches vom 20. Juli 1944
- Engelbert Pötters (1883–1961), Druckereibesitzer, Zeitungsverleger, Handwerkerfunktionär, Mitglied des Hannoverschen Provinziallandtags
- Georg Kip (1886–1965), Heimatforscher, Zeitungsverleger
- Viktor van der Reis (1889–1957), Mediziner, Wegbereiter der gastrointestinalen Mikroökologie des Menschen
- Karl E. Smidt (1903–1984), deutscher Marineoffizier, zuletzt Konteradmiral der Bundesmarine, NATO-Befehlshaber (Flottenchef),
- Wilhelm Buddenberg (1914–1992), Heimatschriftsteller, Bürgermeister, Landrat, Mitglied des Niedersächsischen Landtags
- Lukas Beckmann (* 1950 in Hilten), Politiker der Grünen
- Eckhard Heise (* 1953), Schauspieler
- Burkhard Brandt (* 1957), Klinischer Chemiker
- Roland Riese (* 1960), Politiker der FDP, Mitglied des Niedersächsischen Landtags 2003–2013
- Anja Herrenbrück (* 1974), Hörspielregisseurin und -autorin